# Marvel Italia
Marvel Italia è stata una casa editrice italiana fondata nel 1994 come filiale dell'editore statunitense di fumetti Marvel Comics; successivamente è diventata un marchio e una divisione editoriale della Panini Comics, divisione dell'editore italiano Panini S.p.A..

## Storia
Nel 1993 la Marvel Comics decise di creare una filiale italiana che iniziò le pubblicazioni ad aprile 1994 come "Marvel Comics Italia s.r.l" con sede a Bologna. Marco Marcello Lupoi, giovane editor italiano appassionato di supereroi, aveva infatti convinto la casa editrice statunitense a riunire tutta la sua produzione sotto un unico ombrello, per mettere ordine nel caos creato dalle 4 case editrici che detenevano i diritti delle testate principali (Star Comics, Comic Art, Play Press e Max Bunker Press). Vennero quindi rilevati i diritti di tutte le collane Marvel precedentemente in mano agli altri editori italiani. Precedentemente, solo negli anni settanta un'unica casa editrice aveva gestito in toto i diritti della Marvel in Italia: l'Editoriale Corno di Luciano Secchi.
Negli ultimi mesi del 1994 poi la Marvel americana acquisì la Panini e la fuse con la Marvel Comics Italia s.r.l. in un'unica nuova società denominata Panini S.p.A. che ne proseguì le pubblicazioni da gennaio 1995. A seguito di questo nel maggio del 1996 la sede della Marvel Italia fu spostata a Modena diventando una divisione della nuova Panini che da allora incominciò a occuparsi anche della produzione di albi Marvel in Francia e Germania oltre che della gestione dei diritti Marvel nel resto del mondo. Successivamente venne riunita insieme ad altre due nuove divisioni che erano state create per gestire testate a fumetti non Marvel, Cult Comics e di Planet Manga, a cui poi si aggiunsero le divisioni delle filiali in Brasile, Spagna e Ungheria.
Nel 1999, a seguito di una ristrutturazione interna della Marvel americana, Panini viene venduta, continuando però a mantenere sotto la nuova proprietà la divisione editoriale Marvel Italia, oltre ai diritti in esclusiva di tutto il materiale Marvel Comics e alla gestione del licensing in tutti i paesi del mondo (escluso il Nord America). Nel 2001 nasce il marchio Panini Comics, sotto il quale vanno ad affiancarsi tutti i brand dell'editore modenese. All'interno della Panini continuano a esistere, oltre alla Marvel Italia, anche la Marvel Deutschland, la Marvel France e la Marvel UK.

## Pubblicazioni
Alcune delle principali testate pubblicate sono:
- L'Uomo Ragno/Spider-Man: collana pubblicata dall'editore Star Comics nel maggio 1987 e poi passata alla Marvel Italia dall'aprile 1994. Fino al luglio del 2008 si intitolava L'Uomo Ragno ma in concomitanza con l'inizio della saga Un nuovo giorno si è passati al titolo originale mantenendo la numerazione. Dal n. 583 del 21 giugno 2012 al n. 600 del 29 agosto 2013 la serie ha portato il titolo Amazing Spider-Man. Dal n. 601 del 26 settembre 2013 al n. 614 del novembre 2014 la serie si intitola Superior Spider-Man in contemporanea con la pubblicazione della testata omonima americana che aveva preso il posto della collana Amazing Spider-Man. Dal n. 615 con il ritorno della pubblicazione americana della collana Amazing Spider-Man la serie ha ripreso l'appellativo Amazing nel titolo.
- Fantastici Quattro: collana mensile pubblicata dall'editore Star Comics nell'ottobre 1988, passata poi a Marvel Italia a partire dal 1994 dove hanno fatto la loro comparsa anche storie di personaggi collegati al mondo dei Fantastici Quattro come Capitan Marvel, Namor, She-Hulk, gli Inumani e Pantera Nera;
- Devil e i Cavalieri Marvel: collana mensile pubblicata a partire dal 2012 che presenta storie di Devil e in passato anche quelle di altri comprimari come Punisher, Thunderbolts o altri personaggi legati a Marvel Knights;
- Hulk e i Difensori: collana mensile pubblicata a partire dal 2012 che presenta le storie di Hulk e in passato anche quelle di vari comprimari come Dottor Strange, Difensori o altri personaggi legati a Hulk;
- Thor: collana mensile pubblicata a partire dal 1999 che presenta le storie di Thor. In passato ha presentato anche storie di Capitan America e Ms. Marvel, oltre a quelle di Journey Into Mistery e dei Nuovi Vendicatori
- Iron Man: collana mensile pubblicata a partire dal 2013 dedicato alle avventure in solitaria di Iron Man. In passato hanno fatto la loro comparsa anche quelle dei New Avengers;
- Gli Incredibili X-Men: collana pubblicata dall'editore Star Comics nel luglio 1990 e poi passata a Marvel Italia nel 1994. La serie presenta le storie degli X-Men oltre a quelle (in passato) di personaggi legati al mondo mutante
- Wolverine: collana pubblicata dall'editore Play Press nel novembre 1989 e poi passata a Marvel Italia nel 1994. La serie presenta le storie di Wolverine. In passato hanno fatto la loro comparsa anche quelle di vari personaggi legati a quest'ultimo
- Capitan America: collana mensile pubblicata a partire dal 2010 che narra le gesta del personaggio oltre a quelle (in passato) della nuova Secret Avengers
- Avengers: collana mensile pubblicata a partire dal 2012 con le storie dei Vendicatori contenenti le serie americane Avengers, e occasionalmente altre testate legate al mondo dei Vendicatori

Ci sono inoltre diverse serie dette "collane-ombrello" che ospitano a rotazioni vari personaggi e serie:
- Marvel Crossover
- Marvel Mega
- Marvel Miniserie
- Marvel Mix
- Marvel Universe
- Marvel Select
- Marvel Heroes

Vanno ricordate le pubblicazioni progettate appositamente per la vendita nelle fumetterie edite sotto le etichette 100% Marvel, 100% Marvel Best (dedicato alle ristampe), 100% Marvel Max, For Fans Only e Marvel Monster Edition che hanno lo scopo principale di proporre storie di difficile collocazione nel mercato delle edicole.